# Alphons Levens
Alphons Maria Levens (Curaçao, 6 de marzo de 1949-Paramaribo, 2 de marzo de 2023) fue un poeta y escritor de Surinam. 

## Biografía
Alphons, hijo de padres nativos de Surinam, arriba a Surinam a los cinco años de edad, vive por algún período en las Antillas, y en 1977 viaja a los Países Bajos donde concurre a la universidad estudiando Psicología. Regresa a Surinam, donde trabaja como maestro, corresponsal de la radio Hilversum VARA y redactor del semanario Pipel. En 1971 realiza su debut como autor Vereniging Ons Suriname (Sociedad nuestro Surinam) en Ámsterdam con la recopilación de poesías que Bezinning en strijd. 
A partir de 1991 gana fama con sus poemas, con colaboraciones regulares en el periódico De Ware Tijd Weekkrant Suriname en los Países Bajos. Publica las recopilaciones de poesías Mogelijk (Posible) (1996),  ...want nooit wordt alles gezegd (1998) y Wee het volk dat niet meer denkt! (2002). Comprometido de manera personal, socialista y antimilitarista, describe la vida cotidiana con referencias a lo que sucede en el campo de la política mundial. Sus poemas ...en toen was niets mooi meer (1997) expresan un mismo compromiso con la gente común que intenta salir adelante en la vida sin corromperse, o emigrar a los Países Bajos. En algunas historias narradas en forma sobria, incluida `Toen verschenen de machines' Levens trata sobre el avance de la modernidad y la degradación en el distrito de Commewijne - donde trabaja como maestro. 
Levens también escribió el relato para jóvenes Lucenda verkoopt geschiedenis (2001).
Es un miembro activo del Grupo de Escritores '77.